# Hexatoma verticalis
Hexatoma verticalis är en tvåvingeart som först beskrevs av Christian Rudolph Wilhelm Wiedemann 1828.  Hexatoma verticalis ingår i släktet Hexatoma och familjen småharkrankar. Inga underarter finns listade i Catalogue of Life.